# Leo Graetz
Leo Graetz (Breslavia, 26 settembre 1856 – Monaco di Baviera, 12 novembre 1941) è stato un fisico tedesco.

## Biografia
Nacque a Wroclaw, all'epoca Prussia e attualmente Polonia, figlio dello storico Heinrich Graetz.
Graetz fu uno dei primi ad investigare la propagazione della radiazione elettromagnetica. Il numero di Graetz ("Gz"), un numero adimensionale, descrive il flusso di trasferimento del calore per convezione. Porta il suo nome anche il "Ponte di Graetz", un circuito di raddrizzamento a onda intera di una corrente alternata, costituito da quattro diodi, da lui inventato.
Nel 1880 confermò la legge di Stefan-Boltzmann.
Graetz morì a Monaco, a 85 anni d'età.

## Opere
- Die Elektrizität und ihre Anwendungen, Stoccarda 1903 (L'elettricità e le sue applicazioni, Milano, Vallardi)
- Handbuch der Elektrizität und des Magnetismus (Manuale di elettricità e magnetismo) - 5 volumi, 1918, 1921, 1923, 1920, 1928
- Recent developments in atomic theory (Sviluppi recenti della teoria atomica), Stoccarda 1918
- L. Graetz, C. Rossi, Introduzione alle teorie atomiche e alla costituzione della materia, Milano, Hoepli, 1932